# قدم الدقيمي (كحلان عفار)

تعديل مصدري - تعديل

قدم الدقيمي هي إحدى قرى عزلة الدقيمي بمديرية كحلان عفار التابعة لمحافظة حجة، بلغ تعداد سكانها 453 نسمة حسب تعداد اليمن لعام 2004.